# Älglösa
Älglösa är en by i nordöstra delen av Films socken i Östhammars kommun, nordöstra Uppland.
Älglösa ligger längs länsväg 290 cirka 7 kilometer norr om Österbybruk. Byn består av enfamiljshus samt bondgårdar.
I Älglösa möts länsvägarna 290 samt C 710.